# Station Bramstedt (b Syke)
Station Bramstedt (bij Syke) (Bahnhof Bramstedt (bei Syke)) is een spoorwegstation in de Duitse plaats Bramstedt, in de deelstaat Nedersaksen. Het station ligt aan de spoorlijn Wanne-Eickel - Hamburg. Op het station stoppen alleen Regio-S-Bahn van Bremen en Nedersaksen. Het station telt twee perronsporen.

## Treinverbindingen
De volgende treinserie doet station Bramstedt (b Syke) aan:
| Serie | Treinsoort                  | Route | Bijzonderheden                       |
| ----- | --------------------------- | --- | ------------------------------------ |
| S2    | Regio-S-Bahn (NordWestBahn) | Bremerhaven-Lehe – Bremerhaven Hbf – Osterholz-Scharmbeck – Bremen Hbf – Bramstedt (b Syke) – Twistringen | Versterkingstreinen tijdens de spits |